# Жохи (Соколовський повіт)
Жохи (пол. Żochy) — село в Польщі, у гміні Косув-Ляцький Соколовського повіту Мазовецького воєводства.
Населення — 209 осіб (2011).
У 1975-1998 роках село належало до Седлецького воєводства.

## Демографія
Демографічна структура станом на 31 березня 2011 року:
|          | Загалом | Допрацездатний вік | Працездатний вік | Постпрацездатний вік |
| -------- | ------- | ------------------ | ---------------- | -------------------- |
| Чоловіки | 109     | 19                 | 62               | 28                   |
| Жінки    | 100     | 12                 | 42               | 46                   |
| Разом    | 209     | 31                 | 104              | 74                   |